# Aeropuerto El Pindo
El Aeropuerto El Pindo (IATA:  MTB , OACI:  SKML) es el aeropuerto de la ciudad de Montelíbano que se encuentra en el departamento de Córdoba.

## Información
En la década de los 70'S la aerolínea TAVINA operaba a la Costa Atlántica y Medellín-EOH. En los 80'S la Aerolínea ACES operaba a Medellín-EOH en equipo DHC-6-300 Twin Otter.
La Aerolínea SATENA operó la ruta Montelíbano-Medellín desde 2014, con un vuelo de frecuencia diaria en un avión tipo Harbin Y-12 de fabricación China, pero posteriormente fue suspendida, y entró en servicio la Aerolínea Pacífica de Aviación, con vuelos regulares a Medellín. Luego del cierre del Aeropuerto de Caucasia, el grupo San Germán prestó servicio con vuelos hacia la capital Antioqueña. 
Actualmente, los vuelos hacia Medellín son operados nuevamente por la aerolínea SATENA y por la aerolínea Pacífica de Aviación con dos frecuencias diarias cada uno.
Es un aeropuerto con Enorme potencial dado el crecimiento de la región sur del Departamento de Córdoba, Conocida como región del San Jorge, integrada por los municipios de Montelíbano, Puerto Libertador, Ayapel, Pueblo Nuevo, Planeta Rica, San José de Uré, Buenavista y La Apartada, en conjunto esta subregión suma más de 300.000 habitantes, muchos de ellos grandes latifundistas de origen Antioqueño, y con posibilidades de usar el transporte aéreo desde éste Municipio.
El Aeropuerto El Pindo, luego del cese de operaciones en el Aeropuerto Juan H White de Caucasia, debido al cierre de la Aerolínea de Antioquia - ADA, y de la suspensión de la licencia de operaciones a este por parte de la Aerocivil se convierte en punto de conexión aérea de la zona del Bajo Cauca antioqueño y el valle del San Jorge, convirtiéndose en el aeropuerto regional más importante de esta zona del país.

## Destinos
- Satena
  - Medellín / Aeropuerto Olaya Herrera
- Pacifica de Aviación
  - Medellín / Aeropuerto Olaya Herrera